# Duolingo
Duolingo（デュオリンゴ、漢字表記は多鄰国）は、無料の教育ウェブサイトやアプリ、有料の資格試験 (Duolingo English Test) を提供する言語教育プラットフォームである。2021年5月25日現在で、28言語の話者に向けて、のべ94言語のコースを開設し、8コースがベータ版、14コースが開発中である。日本語話者向けに英語、中国語、韓国語、フランス語、スペイン語、イタリア語、ドイツ語、ポルトガル語、チェス、数学、音楽のコースを開設する。2023年3月14日米OpenAIが同日に発表した生成AIの最新版「GPT-4」を搭載した新サービス「Duolingo Max」を発表した。GPT-4で動作する対話型AIチャットボットを通じて、会話の練習機能や詳細解説の機能を提供する。
利用者がコースを受講することで、同時にウェブサイトやその他文書の翻訳に貢献するように設計している。Web、iOS、Android、Windows Phone、Windows 8以降のアプリに対応し、世界中で約1億2000万人が登録した。

## 教育モデル
膨大な筆記とリスニングのレッスンを提供している。音声認識によるスピーキングも少量だが出題され、外出時など任意でオフにできる。進捗状況はゲーミフィケーションを活用した技能図で表示され、学習した語彙を練習する「語彙のセクション」を用意する。
利用者は各課目を終えると、13点を最大として誤答ごとに3点が差し引かれた技能点を得る。各技能は関連する全てのレッスンを終了すると「学習済み」とみなされる。コース前半は4つ、後半は3つのライフを所持し、誤答ごとに1ライフが差し引かれる。所持ライフが0で誤答すると、コース再挑戦が課される。ジェムを用いるとHPの回復が可能で再挑戦を免れる。「時間制限ありモード」は、各30秒の制限時間がある20題に回答し、正答時に技能点と7 - 10秒の追加回答時間を得る。コース全体で2000単語以上の学習が可能である。一週間ごとに変遷するリーグが設けられ、ブロンズ、シルバー、ゴールド、サファイア、ルビー、エメラルド、最後のダイヤモンドリーグは強豪と得点勝負する。シルバー以後はリーグ終了時に、21位 - 30位でリーグが一段降格、1位 - 10位で一段昇格、11位 - 20位は昇降せずにリーグ維持となる。
データ駆動型の教育手法を重視し、途中の各段階で難問や誤答の種類を測定し、そのデータを集約して規則性を解析する。複数形はカリキュラムの序盤に教えるべきか否かなど教育機関では年単位を要する効果判定が、膨大な利用者データを基にして1日で測定可能で、日々教材の最適化を可能とする。
Duolingo はニューヨーク市立大学とサウスカロライナ大学の教授らへ外部研究を委託し、データ駆動型手法の有効性を検討した。Duolingo を34時間利用することは、大学初年度の言語講座を130時間以上受講して得られる読み書き能力に匹敵すると、推定された。同程度の学習にロゼッタストーンの利用者は55 - 60時間要する。発話能力は測定しておらず、被験者の学生の大半は研究の2時間以内に脱落し、BBC、 Book2、Before You Know It など他の無料または安価な教材と比較していない。

## ビジネスモデル
課金せずに無料で学習が可能、希望者は課金して広告無し、ライフの無限、その他特別な待遇を得る選択も可能である。宣伝のために広告に予算を費やさない。
企業からクラウドソーシングで収益を得る。学習の一環として上級利用者を翻訳活動（イマージョン）に招待してコンテンツの翻訳や投票を実施し、コンテンツの翻訳を依頼した企業が Duolingo に翻訳料を支払う。CEOのルイス・フォン・アンが 、Duolingo の前に立ち上げたプロジェクトReCAPTCHAでボットではない実在証明と同時に書籍をデジタル化した、一石二鳥と同様の手法である。
2013年10月14日にCNNとBuzzFeedの国際サイトの記事を翻訳する契約を締結したと発表した。
2014年7月に新たなビジネスモデルとして語学検定試験「Duolingo Proficiency Exam」（現・Duolingo English Test）を開始した。Duolingo English Test に詳述がある

## インキュベーター
対応言語は徐々に追加する代わりに、CEOのルイス・フォン・アンは2013年5月29日に、コミュニティが新しい言語のコースを作成するために必要なツールを作成すると発表した。さらに多くの言語が追加され、「我ら以外の特定の言語のエキスパート達や、その言語を導いていきたいという情熱を持つ人々に力を貸す」ことを期待して2013年10月9日に公開された。現在広く用いられる言語のコース作成に加え、少数の人々が用いるラテン語、マヤ語、バスク語、エスペラント語などマイナー言語の維持も目標としている。ツールを活用して初めてコミュニティが作成したロシア語話者向け英語コースのベータ版が、2013年12月19日に公開された。トルコ語話者向け英語コース、スペイン語話者向けフランス語コースなどがインキュベーターにより作られた。エスペラント語コースが英語話者向けに2015年3月に公開された。
インキュベーターは3つのフェーズがある。両方の言語を流暢に話せるボランティアが数人集まりフェーズ1を開始する。ある程度コースの準備が整い次第オープンベータ版として公開されるフェーズ2へ移行する。最終的にコースの質が安定するとベータ版を卒業してフェーズ3となる。

## 購読プラン

### Super Duolingo
・広告なし
・HP無料

### Duolingo  Max
・DuolingoのキャラLillyとビデオ通話や他のキャラとロールプレイ
・広告なし
・HP無料
・スマート解説の機能を兼ね備えているプランがある。

## Duolingoテストセンター

### Duolingo Proficiency Exam
語学検定試験「Duolingo Proficiency Exam」を実施する Duolingo Test Centerを2014年7月22日に公開した。パソコンやAndroid、iOSなどのスマートフォンから受験可能で、試験監督がマイクとカメラを通じて不正を確認する。受験料は20ドル、48時間以内に採点され、0 - 10のスコアで判定される。ピッツバーグ大学の研究で、TOEFL iBT とDuolingo Proficiency Exam はスコアで強い相関が見られた。回答に応じて出題内容が変化するコンピュータ適応型テストで、試験時間は約20分と短時間である。
米クラウドソース大手の oDesk はフリーランスの英語力証明のために Duolingo Proficiency Exam のスコアを公式採用し、LinkedIn はスコアをプロフィールに公式表示することが可能である。カーネギーメロン大学を筆頭に米国の12大学が TOEFL などに代わる受験資格として採用を検討している。
2014年12月にDuolingoテストセンターAndroid版アプリは、「Google Play ベスト オブ 2014」を受賞した。

### Duolingo English Test
2016年「Duolingo English Tests (DET、Duolingo英語検定)」に名称を変更。2019年には長文スピーキングとWritingに対応した4技能試験にアップデートされた。
新型コロナウイルスの流行により多くの大学で採用された。
世界中の4500を超える教育機関で認められ、ハーバード・ビジネス・スクール、ハーバード・メディカル・スクール、スタンフォード大学（学部入学）、マサチューセッツ工科大学（学部入学）などで入学要件として認められている。アイルランドは学生ビザプログラムの一環として受け入れている。 ロンドン・スクール・オブ・エコノミクス、インペリアル・カレッジ・ロンドン、キングストン大学、サウサンプトン大学、ミドルセックス大学など英国の大学で認められている。
DET は完全にコンピューター上で実施され、インターネット接続があればどこからでも受験することが可能で、受験料は49米ドル、試験時間は60分、スコアは10点から160点の間で採点され、ほぼ全ての教育機関は120点以上で英語力があるとみなす。テストはAIを利用したコンピュータ適応型テストで、試験と同時に受験者の能力レベルに合わせて問題の難易度が調整される。
| CEFR | Duolingo English Test |
| ---- | --------------------- |
| C2   | 155-160               |
| C1   | 130-150               |
| B2   | 100-125               |
| B1   | 60-95                 |
| A2   | 25-55                 |
| A1   | 10-20                 |

## 教育機関向け
学校教育で使用される例が増えている。コスタリカやグアテマラは政府が主導して公立学校の英語教育で試験導入している。
2015年1月に指導者が生徒らの学習状況を把握できる「学校向けDuolingo」を公開した。指導者はダッシュボードの分析機能を用いて、各生徒が苦手としている単元の子細な把握が可能となり、分析結果を指導に反映させて学習効果を高めるように設計している。

## 歴史
Duolingoは、カーネギーメロン大学教授でReCAPTCHA創始者のルイス・フォン・アンと彼の大学院生であるセヴァリン・ハッカーによる研究プロジェクトとしてピッツバーグで開始した。その後Antono Navas、Vicki Cheung、Marcel Uekermann、Brendan Meeder、Hector Villafuerte、Joe Fuentesも開発に参加した。元来このプロジェクトは、ルイス・フォン・アンのマッカーサー基金とアメリカ国立科学財団の補助金が資金提供し、大部分はプログラミング言語Pythonで記された。
カーネギーメロン大学からスピンアウト後、シリーズAの予算調達として Union Square Ventures と俳優のアシュトン・カッチャーの A-Grade Investments から資金提供を受けた。その後もNEA、クライナー・パーキンス、グーグル・キャピタルなどベンチャーキャピタルからシリーズB（1500万USドル）、シリーズC（2000万USドル）、シリーズD（4500万USドル）を資金調達した。
2011年4月にTEDで一般向けに構想を発表した。
2011年11月30日にウェブ版のプライベートベータを公開し、2012年6月19日に一般公開された。
2012年11月13日にiOSアプリをApp Storeに公開した。
2013年5月29日にAndroidアプリを公開し、最初の週で100万回以上ダウンロードされ、すぐにGoogle Playのストアでナンバー1のアプリとなった。
2013年12月にAppleから、教育アプリで初の年間iPhoneアプリ賞に選出された。
2014年4月に日本語話者向け英語コースベータ版を公開した。
2014年11月現在、38人のスタッフを擁してカーネギーメロン大学近郊のShadysideにオフィスを構える。社員の多くは元グーグル社員である。
2024年9月にOpenAI社のGPT-4を活用し、2023年3月に提供が開始された全く新しい学習体験を提供する新プランのDuolingo Maxが日本でも導入された。
2024年10月に、追加で数学と音楽が学べること、音楽で使えるピアノを11月以降に先行予約で販売することを発表した。
2025年2月に、マスコットキャラクターのDuoが「死亡」し、アプリアイコンのDuoの目がバツ印になった。